# Francisco Machado
Francisco 'Fran' Javier Machado Ramos (ur. 29 marca 1984 w Armilli) – hiszpański piłkarz występujący na pozycji pomocnika w Cádiz CF.

## Statystyki klubowe
| Sezon   | Klub           | Kraj      | Liga               | Mecze | Bramki | Puchar krajowe | Mecze | Bramki |
| ------- | -------------- | --------- | ------------------ | ----- | ------ | -------------- | ----- | ------ |
| 2003/04 | Elche CF       | Hiszpania | Segunda División   | 3     | 0      | -              | -     | -      |
| 2004/05 | Elche CF       | Hiszpania | Segunda División   | 2     | 0      | -              | -     | -      |
| 2005/06 | Villajoyosa CF | Hiszpania | Segunda División B | 37    | 8      | Puchar Króla   | 3     | 1      |
| 2006/07 | CD Alcoyano    | Hiszpania | Segunda División B | 29    | 3      | Puchar Króla   | 2     | 0      |
| 2007/08 | Real Betis B   | Hiszpania | Segunda División B | 34    | 2      | -              | -     | -      |
| 2008/09 | Real Betis B   | Hiszpania | Segunda División B | 25    | 4      | -              | -     | -      |
| 2009/10 | Real Jaén      | Hiszpania | Segunda División B | 35    | 2      | Puchar Króla   | 1     | 0      |
| 2010/11 | Real Jaén      | Hiszpania | Segunda División B | 33    | 3      | -              | -     | -      |
| 2011/12 | Real Jaén      | Hiszpania | Segunda División B | 29    | 7      | Puchar Króla   | 1     | 0      |
| 2012/13 | Real Jaén      | Hiszpania | Segunda División B | 41    | 3      | Puchar Króla   | 4     | 1      |
| 2013/14 | Real Jaén      | Hiszpania | Segunda División   | 39    | 5      | Puchar Króla   | 4     | 0      |
| 2014/15 | Cádiz CF       | Hiszpania | Segunda División B | 39    | 4      | Puchar Króla   | 5     | 0      |
| 2015/16 | Cádiz CF       | Hiszpania | Segunda División B | 30    | 1      | Puchar Króla   | 2     | 0      |

Stan na: 17 lipca 2016 r.